# Volvo P1900
Volvo P1900 — первый спортивный автомобиль Volvo, выпускавшийся с 1956 по 1957 год. Был создан во многом по аналогии с Chevrolet Corvette (General Motors) с использованием кузова из фибропластика и многих частей модели Volvo PV444. Модель оказалась неудачной (всего произведено 68 автомобилей) и была вскоре заменена на Volvo P1800.

## История
Президент и основатель Volvo Ассар Габриэльссон придумал автомобиль, когда увидел Chevrolet Corvette в США и захотел сделать что-то подобное. Он попросил американского судостроителя из Санта-Аны (Калифорния) Билла Тритта из компании Glasspar спроектировать и изготовить корпус из стекловолокна и армированного полиэстера, который позже был произведён в Швеции. Компания Glasspar была пионером в производстве автомобильных кузовов из стекловолокна с 1951 по 1957 год.
Эрик Квистгаард был назначен руководителем группы разработчиков. Автомобиль был построен на шасси из трубчатой стали и использовал двигатель от Volvo PV444 объёмом 1 414 см³ и мощностью 70 л. с. (52 кВт). Двигатели 1,4 L B4B были оснащены двойными карбюраторами SU с трёхступенчатой механической коробкой передач. Многие другие детали также были взяты от Volvo PV444.
Спрос был низким, а качество сборки не соответствовало стандартам Volvo. Гуннар Энгеллау, сменивший Габриэльссона на посту президента в 1956 году, прокатился на одном из них в праздничные выходные и был настолько недоволен, что, вернувшись в свой офис на следующей неделе, отменил оставшееся производство, сказав про модель: Я думал, он развалится! Конструкция шасси Volvo была недостаточно жёсткой, чтобы приспособить кузов из стекловолокна при том, что Volvo сопротивлялась рекомендациям Glasspar изменить раму, чтобы решить эти проблемы.
Всего было выпущено шестьдесят восемь автомобилей Volvo Sport плюс четыре или пять прототипов. Сорок четыре были построены в 1956 году, в основном для шведского рынка, и большинство из них сохранились до сих пор.
Однако разработка P-1900 привела к настройке двигателя B-16, который позже был использован в серии PV 444, что сделало этот автомобиль достаточно мощным для выхода на рынок США.

## Галерея

Спортивный кабриолет Volvo 1956 года
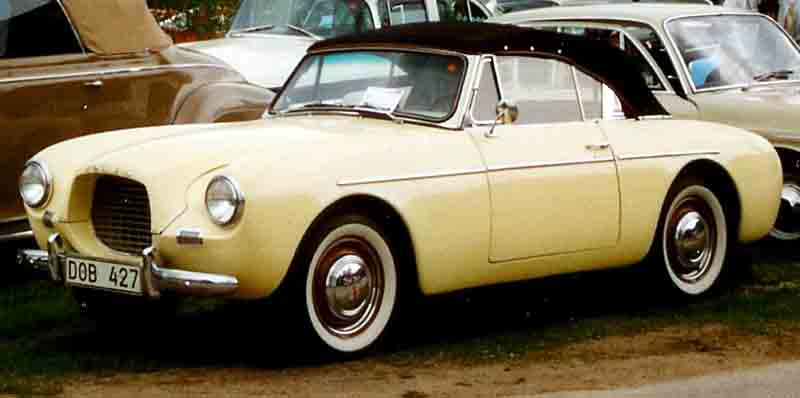
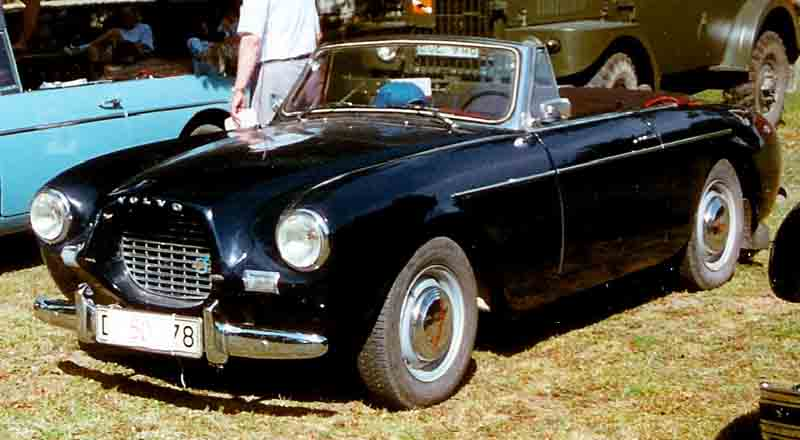
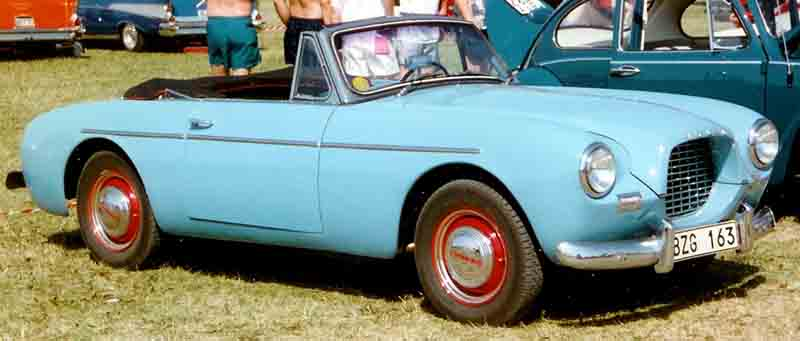